# دي.زاد.فوت الذهبي
دي.زاد.فوت الذهبي هي جائرة كروية، أنشئت في 2000 من طرف موقع ويب الجزائري دي.زاد.فوت، موقع رياضي إخباري جزائري.وتقدم هذه الجائزة سنويا لأفضل لاعب جزائري عن الموسم الفائت . يتم اختيار الفائز من طرف مستخدمي الإنترنت.

## الفائزين بال دي.زاد.فوت الذهبي
| العام | الاعب          | النادي        |
| ----- | -------------- | ------------- |
| 2000  | جمال بلماضي    | مارسيليا      |
| 2001  | جمال بلماضي    | مارسيليا      |
| 2002  | فاروق بلقايد   | شبيبة القبائل |
| 2003  | موسى صايب      | شبيبة القبائل |
| 2004  | كريم زياني     | لوريان        |
| 2005  | كريم زياني     | لوريان        |
| 2006  | كريم زياني     | سوشو          |
| 2007  | رفيق صايفي     | لوريان        |
| 2008  | رفيق صايفي     | لوريان        |
| 2009  | مجيد بوقرة     | رينجرز        |
| 2010  | مجيد بوقرة     | رينجرز        |
| 2011  | رياض بودبوز    | سوشو          |
| 2012  | سفيان فغولي    | فالنسيا       |
| 2013  | هلال سوداني    | دينامو زغرب   |
| 2014  | ياسين براهيمي  | بورتو         |
| 2015  | -              |               |
| 2016  | -              |               |
| 2017  | -              |               |
| 2018  | -              |               |
| 2019  | رياض كريم محرز | مانشستر سيتي  |